# Eopenthes caeruleus
Eopenthes caeruleus är en skalbaggsart som beskrevs av Sharp 1908. Eopenthes caeruleus ingår i släktet Eopenthes och familjen knäppare.

## Underarter
Arten delas in i följande underarter:
- E. c. caeruleus
- E. c. molokaiensis